# Wohn- und Wirtschaftsgebäude Konterschaft 11
Das Wohn- und Wirtschaftsgebäude Konterschaft 11 in der niedersächsischen Gemeinde Wilstedt wurde in der ersten Hälfte des 19. Jahrhunderts gebaut. Aktuell (2025) wird es zum Wohnen genutzt.
Das Gebäude steht unter Denkmalschutz (siehe auch Liste der Baudenkmale in Wilstedt).

## Geschichte und Beschreibung
Wilstedt wurde 860 erstmals erwähnt und gehört zur Samtgemeinde Tarmstedt im heutigen Landkreis Rotenburg (Wümme).
Das eingeschossige giebelständige Wohn- und Wirtschaftsgebäude als Zweiständer-Hallenhaus in regelmäßigem Fachwerk, mit reetgedecktem Krüppelwalmdach, Uhlenloch und der später verglasten Grooten Door mit Korbbogen, wurde 1832 für Friedrich Müller und Frau (Inschrift) gebaut. Später wurde rechts ein auch giebelständiges verputztes Nebengebäude mit Satteldach angefügt. Das Haus gehörte einem Anbauern (1862: Albert sien Hus)
Das Landesdenkmalamt befand u. a.: „… ein regionstypisches Hallenhaus des 19. Jahrhunderts in Zweiständerkonstruktion ….“